# Stephen Thomas Erlewine
Stephen Thomas Erlewine, född 18 juni 1973 i Ann Arbor, Michigan, är en amerikansk musikkritiker, musikjournalist och redaktionschef för webbplatsen AllMusic.